# Lukáš Dlouhý
Lukáš Dlouhý (Písek, 9 april 1983) is een tennisspeler uit Tsjechië. Hij is voornamelijk actief in het herendubbeltennis.

## Palmares
| Legenda                       | Legenda               |
| ----------------------------- | --------------------- |
| Grand Slam                    |                       |
| Olympische Spelen             |                       |
| tot 2009                      | vanaf 2009            |
| Tennis Masters Cup            | ATP Finals            |
| ATP Masters Series            | ATP Tour Masters 1000 |
| ATP International Series Gold | ATP Tour 500          |
| ATP International Series      | ATP Tour 250          |

### Enkelspel
| Nr.                          | Datum            | Toernooi | Ondergrond    | Tegenstander     | Score            |
| ---------------------------- | ---------------- | -------- | ------------- | ---------------- | ---------------- |
| gewonnen finales challengers |                  |          |               |                  |                  |
| 1.                           | 8 mei 2005       | Ostrava  | Gravel        | Nicolas Devilder | 6-4, 7-6(4)      |
| 2.                           | 7 augustus 2005  | Trani    | Gravel        | Simone Bollelli  | 6-3, 6-4         |
| 3.                           | 12 februari 2006 | Poznań   | Hardcourt (i) | Tomas Zib        | 7-6(2), 2-6, 6-3 |
| 4.                           | 17 augustus 2008 | Bronx    | Hardcourt     | Leonardo Mayer   | 6-0, 6-1         |

### Dubbelspel
| Nr.                          | Datum             | Toernooi            | Ondergrond    | Partner          | Tegenstanders in finale                 | Score            |         |
| ---------------------------- | ----------------- | ------------------- | ------------- | ---------------- | --------------------------------------- | ---------------- | ------- |
| gewonnen finales             |                   |                     |               |                  |                                         |                  |         |
| 1.                           | 26 februari 2006  | ATP Costa do Sauípe | Gravel        | Pavel Vízner     | Mariusz Fyrstenberg Marcin Matkowski    | 6-1, 4-6, [10-3] | details |
| 2.                           | 7 mei 2006        | ATP Estoril         | Gravel        | Pavel Vízner     | Lucas Arnold Ker Leoš Friedl            | 6-3, 6-1         | details |
| 3.                           | 18 februari 2007  | ATP Costa do Sauípe | Gravel        | Pavel Vízner     | Albert Montañés Rubén Ramírez Hidalgo   | 6-2, 7-6         | details |
| 4.                           | 29 juli 2007      | ATP Umag            | Gravel        | Michal Mertiňák  | Jaroslav Levinský David Škoch           | 6-1, 6-1         | details |
| 5.                           | 28 september 2008 | ATP Bangkok         | Hardcourt (i) | Leander Paes     | Scott Lipsky David Martin               | 6-4, 7-6         | details |
| 6.                           | 7 juni 2009       | Roland Garros       | Gravel        | Leander Paes     | Dick Norman Wesley Moodie               | 3-6, 6-3, 6-2    | details |
| 7.                           | 13 september 2009 | US Open             | Hardcourt     | Leander Paes     | Mahesh Bhupathi Mark Knowles            | 3-6, 6-3, 6-2    | details |
| 8.                           | 4 april 2010      | ATP Miami           | Hardcourt     | Leander Paes     | Mahesh Bhupathi Maks Mirni              | 6-2, 7-5         | details |
| 9.                           | 9 januari 2011    | ATP Brisbane        | Hardcourt     | Paul Hanley      | Robert Lindstedt Horia Tecău            | 6-4, opg.        | details |
| 10.                          | 15 januari 2011   | ATP Sydney          | Hardcourt     | Paul Hanley      | Bob Bryan Mike Bryan                    | 6-7, 6-3, [10-5] | details |
| verloren finales             |                   |                     |               |                  |                                         |                  |         |
| 1.                           | 16 april 2006     | ATP Valencia        | Gravel        | Pavel Vízner     | David Škoch Tomas Zib                   | 4-6, 3-6         | details |
| 2.                           | 4 maart 2007      | ATP Acapulco        | Gravel        | Pavel Vízner     | Potito Starace Martín Vassallo Argüello | 0-6, 2-6         | details |
| 3.                           | 10 juni 2007      | Roland Garros       | Gravel        | Pavel Vízner     | Mark Knowles Daniel Nestor              | 6-2, 3-6, 4-6    | details |
| 4.                           | 9 september 2007  | US Open             | Hardcourt     | Pavel Vízner     | Simon Aspelin Julian Knowle             | 5-7, 4-6         | details |
| 5.                           | 15 juni 2008      | ATP Halle           | Gras          | Leander Paes     | Michail Joezjny Mischa Zverev           | 6-3, 4-6, [3-10] | details |
| 6.                           | 7 september 2008  | US Open             | Hardcourt     | Leander Paes     | Bob Bryan Mike Bryan                    | 6-7, 6-7         | details |
| 7.                           | 7 oktober 2008    | ATP Tokio           | Hardcourt     | Leander Paes     | Michail Joezjny Mischa Zverev           | 3-6, 4-6         | details |
| 8.                           | 15 februari 2009  | ATP Rotterdam       | Hardcourt (i) | Leander Paes     | Daniel Nestor Nenad Zimonjić            | 3-6, 6-7         | details |
| 9.                           | 10 januari 2010   | ATP Brisbane        | Hardcourt     | Leander Paes     | Jérémy Chardy Marc Giquel               | 2-6, 5-7         | details |
| 10.                          | 27 februari 2010  | ATP Dubai           | Hardcourt     | Leander Paes     | Simon Aspelin Paul Hanley               | 2-6, 3-6         | details |
| 11.                          | 6 juni 2010       | Roland Garros       | Gravel        | Leander Paes     | Nenad Zimonjić Daniel Nestor            | 5-7, 2-6         | details |
| 12.                          | 19 juni 2010      | ATP Rosmalen        | Hardcourt     | Leander Paes     | Robert Lindstedt Horia Tecău            | 6-1, 5-7, [7-10] | details |
| 13.                          | 25 september 2011 | ATP Metz            | Hardcourt (i) | Marcelo Melo     | Jaimie Murray André Sá                  | 4-6, 6-7         | details |
| 14.                          | 28 april 2013     | ATP Boekarest       | Gravel        | Oliver Marach    | Maks Mirni Horia Tecău                  | 6-4, 4-6, [6-10] | details |
| 15.                          | 3 augustus 2013   | ATP Kitzbühel       | Gravel        | František Čermák | Martin Emmrich Christopher Kas          | 4-6, 3-6         | details |
| 16.                          | 13 april 2014     | ATP Casablanca      | Gravel        | Tomasz Bednarek  | Jean-Julien Rojer Horia Tecău           | 2-6, 2-6         | details |
| gewonnen finales challengers |                   |                     |               |                  |                                         |                  |         |
| 1.                           | 25 november 2001  | Praag               | Gravel        | David Miketa     | Karol Beck Igor Zelenay                 | 6-1, 4-6, 6-3    |         |
| 2.                           | 28 november 2004  | Praag               | Gravel        | Igor Zelenay     | Jan Minář Jaroslav Pospisil             | 6-3, 3-6, 7-6    |         |
| 3.                           | 6 februari 2005   | Wrocław             | Hardcourt (i) | Martin Stepanek  | Jason Marshall Huntley Montgomery       | 6-2, 5-7, 6-4    |         |
| 4.                           | 10 april 2005     | Mexico City         | Gravel        | Pavel Snobel     | Marcos Daniel Flavio Saretta            | 5-7, 6-4, 6-3    |         |
| 5.                           | 5 juni 2005       | Prostejov           | Gravel        | David Škoch      | Jan Hájek Jan Masik                     | 5-7, 6-3, 7-6    |         |
| 6.                           | 14 augustus 2005  | San Marino          | Gravel        | David Škoch      | Jeff Coetzee Chris Haggard              | 3-6, 6-4, 6-3    |         |
| 7.                           | 20 november 2005  | Dnepropetrovsk      | Gravel        | David Škoch      | Tomáš Cibulec Lovro Zovko               | 7-5, 6-4         |         |
| 8.                           | 4 mei 2008        | Praag               | Gravel        | Petr Pála        | Dusan Karol Jaroslav Pospisil           | 6-7, 6-4, [10-6] |         |
| 9.                           | 17 augustus 2008  | Bronx               | Hardcourt     | Tomas Zib        | Andreas Beck Martin Fischer             | 3-6, 6-4, [11-9] |         |
| 10.                          | 12 augustus 2012  | San Marino          | Gravel        | Michal Mertiňák  | Stefano Ianni Matteo Viola              | 2-6, 7-6, [11-9] |         |
| 11.                          | 19 augustus 2012  | Cordenons           | Gravel        | Michal Mertiňák  | Philipp Marx Florin Mergea              | 5-7, 7-5, [10-7] |         |
| 12.                          | 16 september 2012 | Istanboel           | Hardcourt     | Karol Beck       | Adrián Menéndez Maceiras John Peers     | 3-6, 6-2, [10-6] |         |
| 13.                          | 30 september 2012 | Orleans             | Hardcourt (i) | Gilles Müller    | Xavier Malisse Ken Skupski              | 6-2, 6-7, [10-7] |         |
| 14.                          | 11 november 2012  | Bratislava          | Hardcourt (i) | Michail Jelgin   | Philipp Marx Florin Mergea              | 6-7, 6-2, [10-6] |         |

## Resultaten grandslamtoernooien
| Legenda | Legenda                          |
| ------- | -------------------------------- |
| g.t.    | geen toernooi gehouden           |
| l.c.    | lagere categorie                 |
| –       | niet deelgenomen                 |
| G       | uitgeschakeld in de groepsfase   |
| 1R      | uitgeschakeld in de eerste ronde |
| 2R      | uitgeschakeld in de tweede ronde |
| 3R      | uitgeschakeld in de derde ronde  |
| 4R      | uitgeschakeld in de vierde ronde |
| KF      | uitgeschakeld in de kwartfinale  |
| HF      | uitgeschakeld in de halve finale |
| F       | de finale verloren               |
| W       | het toernooi gewonnen            |
| w-v     | winst/verlies-balans             |

### Enkelspel
| Toernooi        | 2005 | 2006 | 2007 | 2008 |
| --------------- | ---- | ---- | ---- | ---- |
| Australian Open | –    | 1R   | 2R   | 1R   |
| Roland Garros   | 2R   | 3R   | 1R   | –    |
| Wimbledon       | –    | 2R   | 1R   | –    |
| US Open         | –    | 1R   | –    | –    |

### Mannendubbelspel
| Toernooi              | 2005         | 2006         | 2007         | 2008         | 2009   | 2010   | 2011   | 2012 | 2013   | 2014   | 2016 | w-v     |
| --------------------- | ------------ | ------------ | ------------ | ------------ | ------ | ------ | ------ | ---- | ------ | ------ | ---- | ------- |
| Grandslamtoernooien   |              |              |              |              |        |        |        |      |        |        |      |         |
| Australian Open       | –            | 2R           | 2R           | 3R           | HF     | KF     | 1R     | –    | KF     | 1R     | 2R   | 15-9    |
| Roland Garros         | –            | HF           | F            | 3R           | W      | F      | 1R     | 2R   | 1R     | 1R     |      | 23-8    |
| Wimbledon             | 1R           | KF           | KF           | HF           | 1R     | 2R     | KF     | 1R   | 1R     | 1R     |      | 14-10   |
| US Open               | –            | 2R           | F            | F            | W      | 1R     | 1R     | 1R   | 2R     | 1R     |      | 18-8    |
| Winst-verlies         | 0-1          | 9-4          | 14-4         | 13-4         | 16-2   | 9-4    | 3-4    | 1-3  | 4-4    | 0-4    | 1-1  | 70-35   |
| Tennis Masters Cup    |              |              |              |              |        |        |        |      |        |        |      |         |
| ATP World Tour Finals | –            | –            | RR           | RR           | RR     | RR     | –      | –    | –      | –      |      | 2-10    |
| ATP Masters 1000      |              |              |              |              |        |        |        |      |        |        |      |         |
| Indian Wells          | –            | –            | 2R           | 1R           | 2R     | 1R     | KF     | –    | –      | –      |      | 4-5     |
| Miami                 | –            | –            | 1R           | 1R           | 2R     | W      | 2R     | 1R   | KF     | 1R     |      | 9-7     |
| Monte Carlo           | –            | –            | –            | 2R           | HF     | 2R     | 1R     | –    | –      | –      |      | 2-4     |
| Madrid                | –            | KF           | –            | 2R           | –      | HF     | 1R     | –    | 2R     | 1R     |      | 4-6     |
| Rome                  | –            | –            | –            | –            | KF     | KF     | 1R     | –    | –      | –      |      | 2-3     |
| Montréal/Toronto      | –            | 2R           | –            | HF           | KF     | 2R     | 1R     | –    | –      | –      |      | 4-5     |
| Cincinnati            | –            | 2R           | HF           | KF           | 2R     | 2R     | 2R     | –    | –      | –      |      | 5-6     |
| Shanghai              | Geen M. 1000 | Geen M. 1000 | Geen M. 1000 | Geen M. 1000 | 2R     | 2R     | –      | –    | –      | –      |      | 2-2     |
| Parijs                | –            | KF           | KF           | 2R           | 2R     | KF     | –      | –    | 1R     | –      |      | 3-6     |
| Olympische Spelen     |              |              |              |              |        |        |        |      |        |        |      |         |
| Olympische Spelen     | n.v.t.       | n.v.t.       | n.v.t.       | –            | n.v.t. | n.v.t. | n.v.t. | –    | n.v.t. | n.v.t. |      | 0-0     |
| Statistieken          |              |              |              |              |        |        |        |      |        |        |      |         |
| Totaal aantal titels  | 0            | 2            | 2            | 1            | 2      | 1      | 2      | 0    | 0      | 0      | 0    | 10      |
| Totaal winst-verlies  | 1-6          | 32-17        | 37-17        | 27-18        | 31-25  | 31-27  | 26-26  | 2-14 | 22-24  | 16-21  | 1-2  | 226-197 |
| Eindejaarsranking     | 82           | 20           | 9            | 13           | 6      | 9      | 42     | 90   | 45     | 78     |      |         |